# Goera rolandmuelleri
Goera rolandmuelleri is een schietmot uit de familie Goeridae. De soort komt voor in het Oriëntaals gebied.